# Mossakaklumptjärnen
Mossakaklumptjärnen är en sjö i Krokoms kommun i Jämtland och ingår i Indalsälvens huvudavrinningsområde. Mossakaklumptjärnen ligger i Gråberget-Hotagsfjällen Natura 2000-område.